# Баєсів структурний часовий ряд
Модель бає́сового структу́рного часово́го ря́ду (БСЧР, англ. bayesian structural time series, BSTS) — це методика машинного навчання, що її застосовують для обирання ознак, передбачування часових рядів, надкороткочасного прогнозування, з'ясовування причинного впливу та інших застосувань. Цю модель розроблено для роботи з даними часових рядів.
Ця модель також має обнадійливе застосування в галузі аналітичного маркетингу. Зокрема, її можливо застосовувати для оцінювання внеску різних маркетингових кампаній до зміни в об'ємах вебпошуку, продажах продукту, популярності бренду та інших доречних індикаторах (звичним альтернативним підходом в цьому випадку є модель різниці в різницях). «На противагу до класичних схем різниці-в-різницях, станово-просторові моделі уможливлюють (i) висновування про розгортання приписуваного впливу в часі, (ii) включення емпіричних апріорних до параметрів у повністю баєсовому трактуванні, та (iii) гнучке пристосовування численних джерел мінливості, включно зі змінюваним у часі впливом одночасних коваріат, наприклад, штучних керувань.»

## Загальний опис моделі
Ця модель складається з трьох основних частин:
1. Фільтр Калмана. Методика для розкладання часових рядів. На цьому кроці дослідник може додати різні змінні стану: тенденцію, сезонність, повертання до попереднього стану та інші.
2. Піково-пластинний[en] метод. На цьому кроці обираються найважливіші передбачувачі регресії.
3. Баєсове усереднювання моделей. Поєднання результатів та обчислення передбачення.

Цю модель можливо використовувати для виявляння спричинювання за допомогою її припущень від зворотного та фактичних даних.
Можливим недоліком цієї моделі може бути відносно складна математична основа та складне втілення як комп'ютерної програми. Проте, мова програмування R має готові для використання пакети для обчислення моделі БСЧР (англ. BSTS), які не вимагають від дослідника сильної математичної кваліфікації.